# Písek
Písek (Ausspracheⓘ; deutsch Pisek) ist eine Stadt im Okres Písek in Südböhmen in Tschechien.

## Geographie
Písek befindet sich in der Südböhmischen Region ca. 100 km südlich von Prag und ca. 50 km nördlich von Budweis entfernt an der Europastraße 49.
Die Stadt liegt an der Wottawa (Otava), einem Fluss mit goldhaltigem Sand (písek bedeutet im Tschechischen „Sand“). Die Stadt erstreckt sich an beiden Ufern des Flusses.
Östlich erheben sich der Jarník (609 m) und der Velký Mehelník (632 m).

## Geschichte

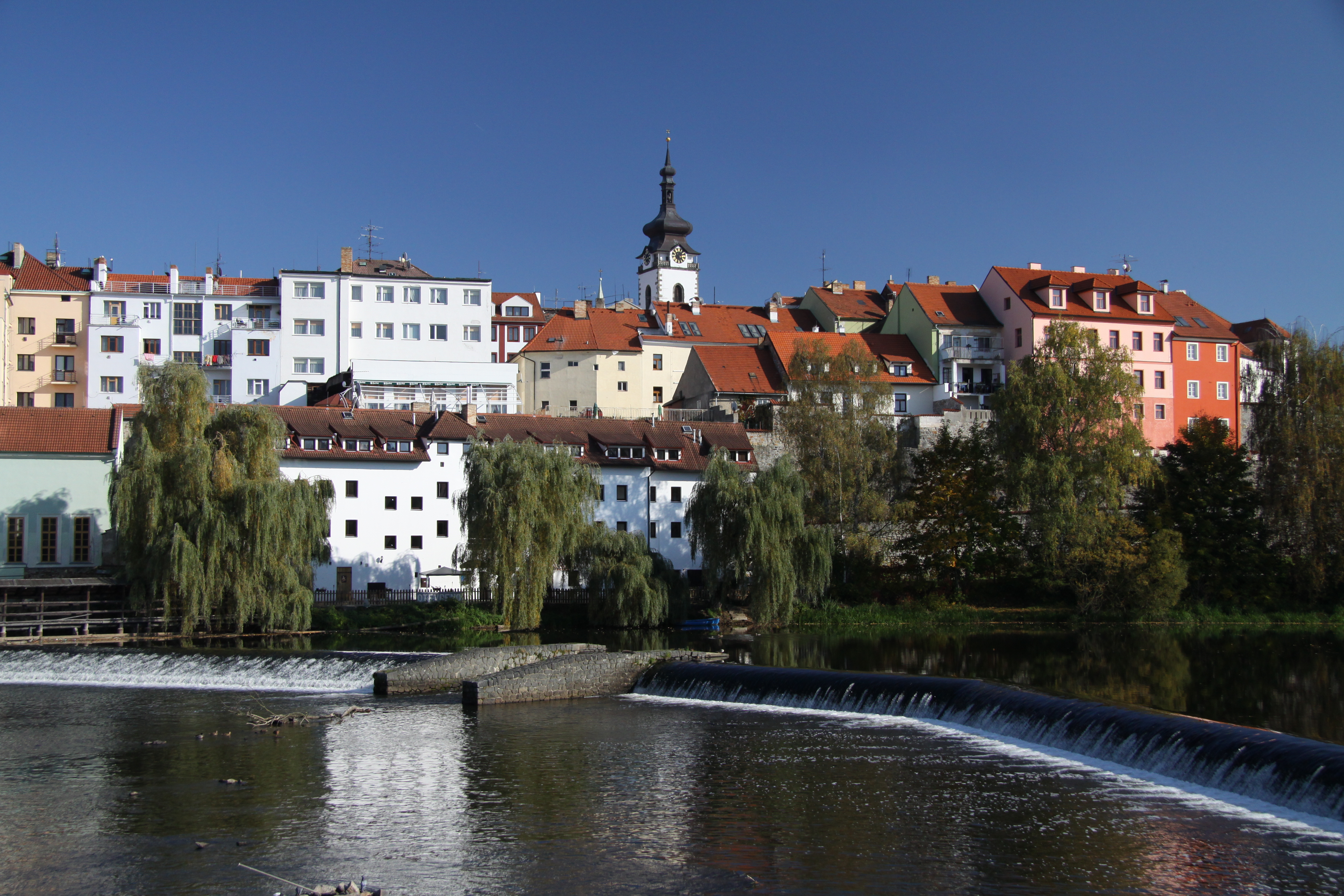
Píseker Altstadt

Die ersten Menschen kamen in den Píseker Kessel schon am Ende der Altsteinzeit und siedelten sich nördlich von der heutigen Stadt an. In der Eisenzeit wurde die Stelle der späteren Stadt von Kelten bewohnt. Sie wurden zunächst durch Germanen und später durch Slawen abgelöst.
Vielleicht schon im 12. Jahrhundert gab es ein Dorf mit der St.-Wenzel-Kirche an der Stelle, wo sich heute die Wenzelsvorstadt (Václavské Předměstí) befindet. Schon 1308 wurde das Dorf als Altpísek (Starý Písek) erwähnt.

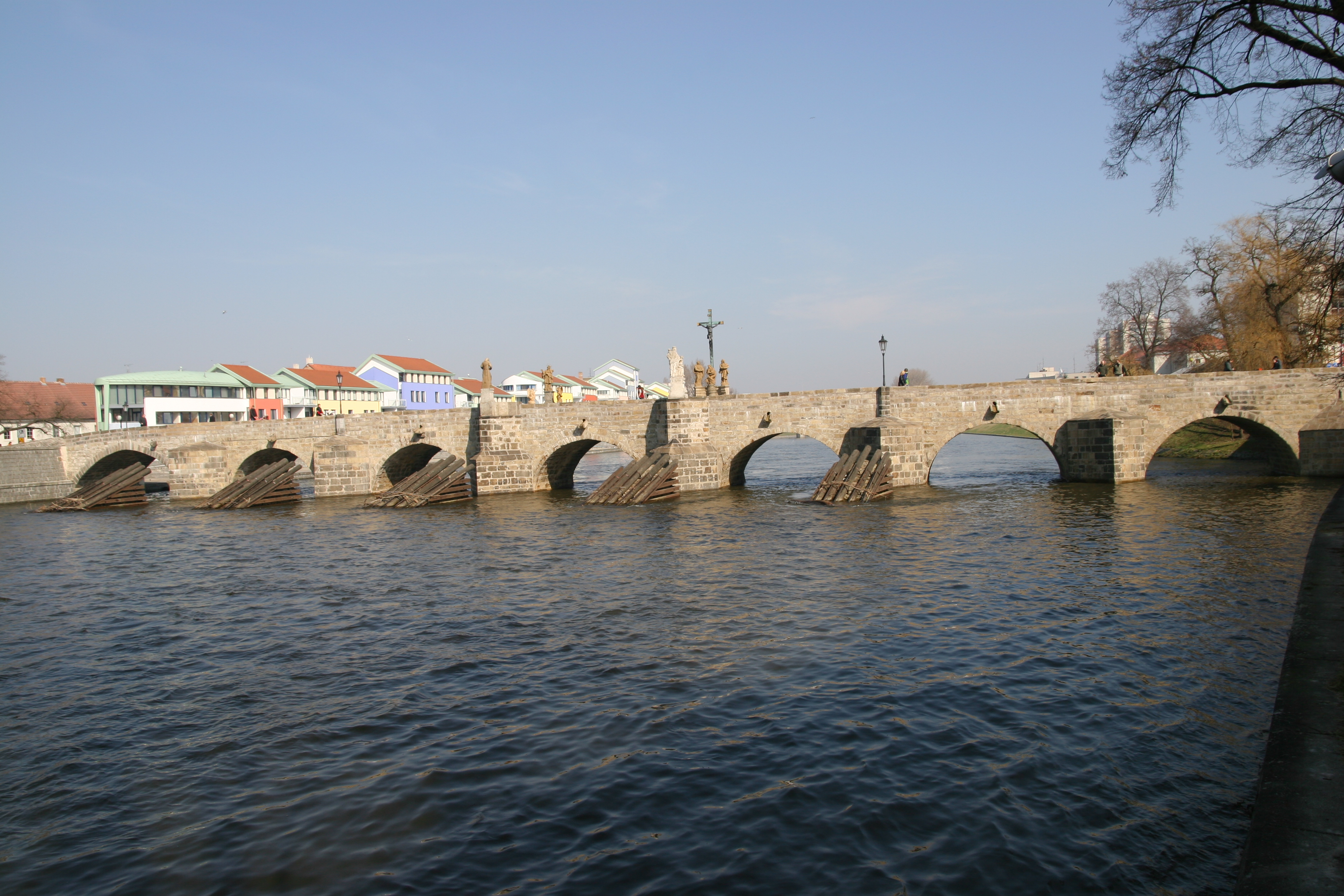
Steinbrücke von Písek

Die eigentliche mittelalterliche Stadt wurde am Ende der Regierungszeit Wenzels I., in der Mitte des 13. Jahrhunderts, gegründet. Der erste Beleg über die Stadt erscheint in einer Urkunde des erwähnten Königs aus 1243. Sein Sohn, König Ottokar II. Přemysl, widmete dem Aufbau von Písek eine besondere Aufmerksamkeit, um die Macht des Hauses der Přemysliden im Süden Böhmens zu stärken. Innerhalb kurzer Zeit wurden hier eine Burg und eine Stadt samt Pfarrkirche und einem Dominikanerkloster erbaut. Eine Steinbrücke ermöglicht nun das Überqueren des Flusses. 1256 wurde der Ort zu einer Königsstadt erhoben.
Als unmittelbarer Grund für die Gründung von Písek galt wahrscheinlich Gold, das aus dem Fluss gewaschen wurde. Die Stadt überwachte auch den Verkehr auf dem Goldenen Steig (Zlatá stezka) und war ein bedeutender Stützpunkt der königlichen Macht in Südböhmen. Die Stadt erhielt von den böhmischen Herrschern zahlreiche Privilegien. Diese bildeten die Basis für den wesentlichen Stadtreichtum.
Schon 1419 schloss sich Písek den Hussiten an und wurde freies Mitglied im hussitischen Tábor-Bund. Auch später, bis 1452, hat die Stadt ihre Selbstständigkeit behalten. Sie wurde schrittweise zu einer der reichsten böhmischen Städte und kaufte 1509 die königliche Burg samt großen Waldflächen im Písecké hory („Píseker Gebirge“) an. Die Zeit der Prosperität dauerte bis zum Anfang der 1530er Jahre.
1532 wurden in der Stadt die meisten Gebäude infolge eines Brandes zerstört. 1543 wurde Písek für die Teilnahme am erfolglosen Widerstand gegen die Habsburger vom König Ferdinand I. durch den Entzug sämtlicher Rechte sowie des Besitzes bestraft. Obwohl der Stadt die meisten der konfiszierten Güter zurückgegeben worden waren, näherte sie sich einer ernsthaften Krise: Písek hatte sich verschuldet, und 1611 wurde die Stadt geplündert.

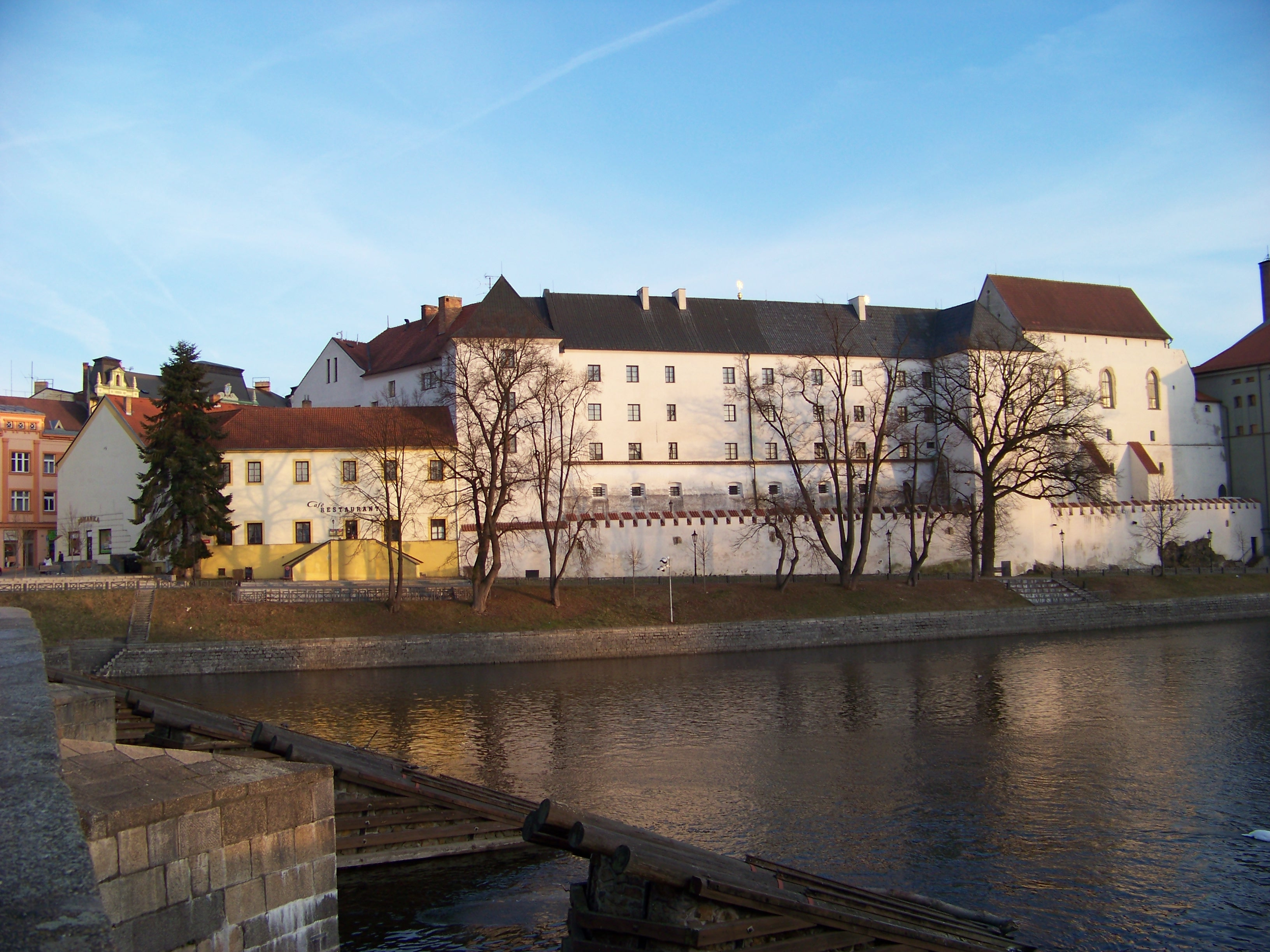
Schloss Písek

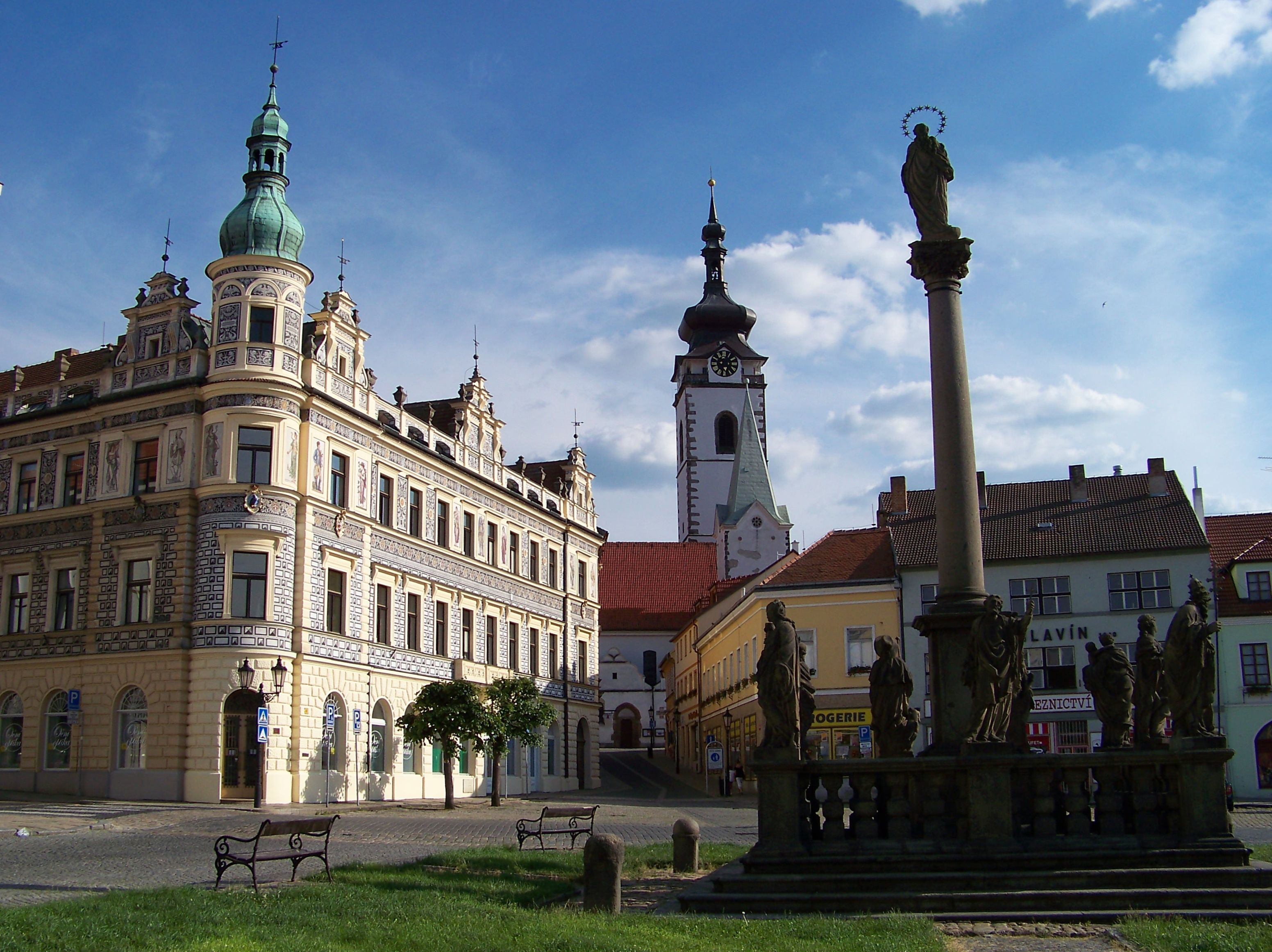
Kleiner Platz mit Mariensäule

Fatale Folgen verursachte der Dreißigjährige Krieg: Die Stadt wurde dreimal militärisch eingenommen. Insbesondere nach der letzten Belagerung, am 30. September 1620, wurde die Stadt von kaiserlichen Truppen völlig zerstört, und teilweise kam die Bevölkerung ums Leben. Die devastierte Stadt wurde 1627, 1646 und 1651 zusätzlich von Bränden beschädigt. Es dauerte Jahrzehnte, bis die Stadt sich zu erholen vermochte.
1744 wurde in der Stadt eine Truppeneinheit stationiert. Písek war bis zur Mitte des 19. Jahrhunderts Sitz des Kreisamtes für den Prachiner Kreis und wurde 1850 Sitz eines Bezirksamts. Seit der Hälfte des 19. Jahrhunderts gab es hier eine starke patriotische Bewegung. Es entwickelte sich die Industrie und 1888 wurde das städtische Elektrizitätswerk in Betrieb genommen.

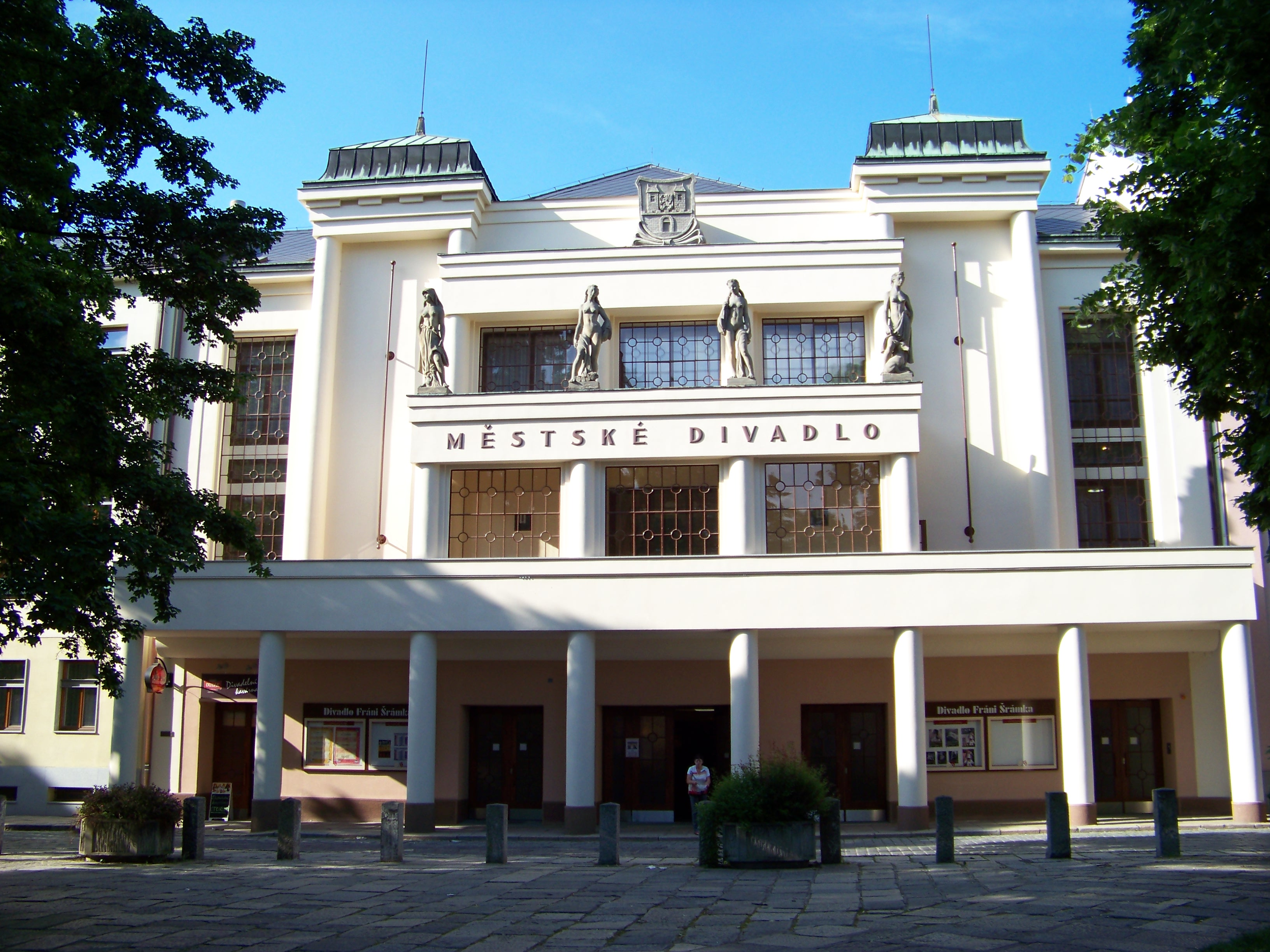
Stadttheater

In Písek wurde bereits am 14. Oktober 1918 die Tschechoslowakische Republik ausgerufen – zwei Wochen vor der offiziellen Staatsgründung am 28. Oktober 1918. Die Stadt knüpfte an ihre Vorkriegstradition an und blieb ein gesuchter Ort von Studenten, Sommergästen und Rentnern; letztere wollten hier ein ruhiges Alter verbringen. Die Stadt wurde mehrmals von den Präsidenten Tomáš Garrigue Masaryk und Edvard Beneš besucht.
Die Stadt gehörte ab 1939 zum deutsch besetzten Protektorat Böhmen und Mähren. Die Okkupation wurde durch die Ankunft der amerikanischen Armee am Abend des 6. Mai 1945 beendet. Erst am 10. Mai erreichten sowjetische Truppen die Stadt.
Beim Hochwasser in Mitteleuropa 2002 wurde ein großer Teil von Písek stark beschädigt. Danach wurde die Stadt komplett renoviert.

## Stadtgliederung
Die Stadt Písek besteht aus den Stadtteilen Budějovické Předměstí (Budweiser Vorstadt), Hradiště (Hradischt), Nový Dvůr (Neuhof), Pražské Předměstí (Prager Vorstadt), Purkratice (Purkratitz), Semice (Semitz), Smrkovice (Smrkowitz), Václavské Předměstí (St. Wenzel) und Vnitřní Město (Innere Stadt).

## Sehenswürdigkeiten

### Steinbrücke

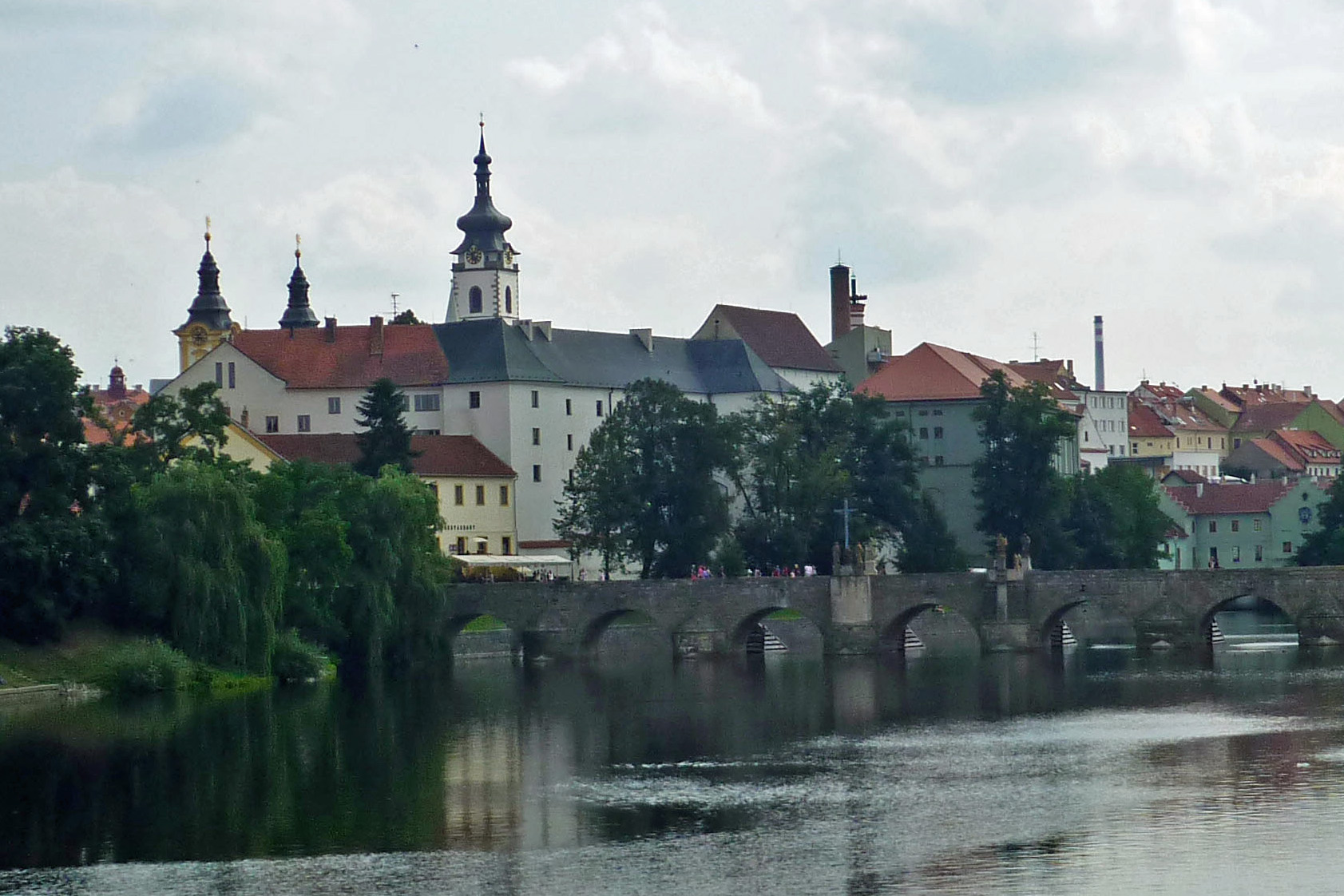
Brücke, Schloss und Altstadt

Die Brücke über den Fluss Otava ist, obwohl ihr genaues Gründungsdatum unbekannt ist, die älteste erhaltene Brücke in Tschechien. In schriftlichen Dokumenten wird sie zum ersten Mal 1348 erwähnt. Nördlich der Alpen gibt es in Europa nur eine ältere erhaltene Steinbrücke, und zwar die in Regensburg. 2002 wurde die Brücke durch das Hochwasser stark beschädigt.

### Burg
Die Burg wurde gleichzeitig mit der Stadt von Přemysl Ottokar II. erbaut. Die Bedeutung der Burg bestätigen die häufigen Aufenthalte böhmischer Herrscher. Einige Teile der Burg wurden ab dem 16. Jahrhundert zum Sitz des Píseker Rathauses. Weitere Teile wurden durch Brände, Plündereien und durch den Umbau zu einer Bierbrauerei zerstört. Seit Anfang des 20. Jahrhunderts ist dort das Stadtmuseum (Prácheňské muzeum) untergebracht.

### Weitere Sehenswürdigkeiten
- Rathaus[2]

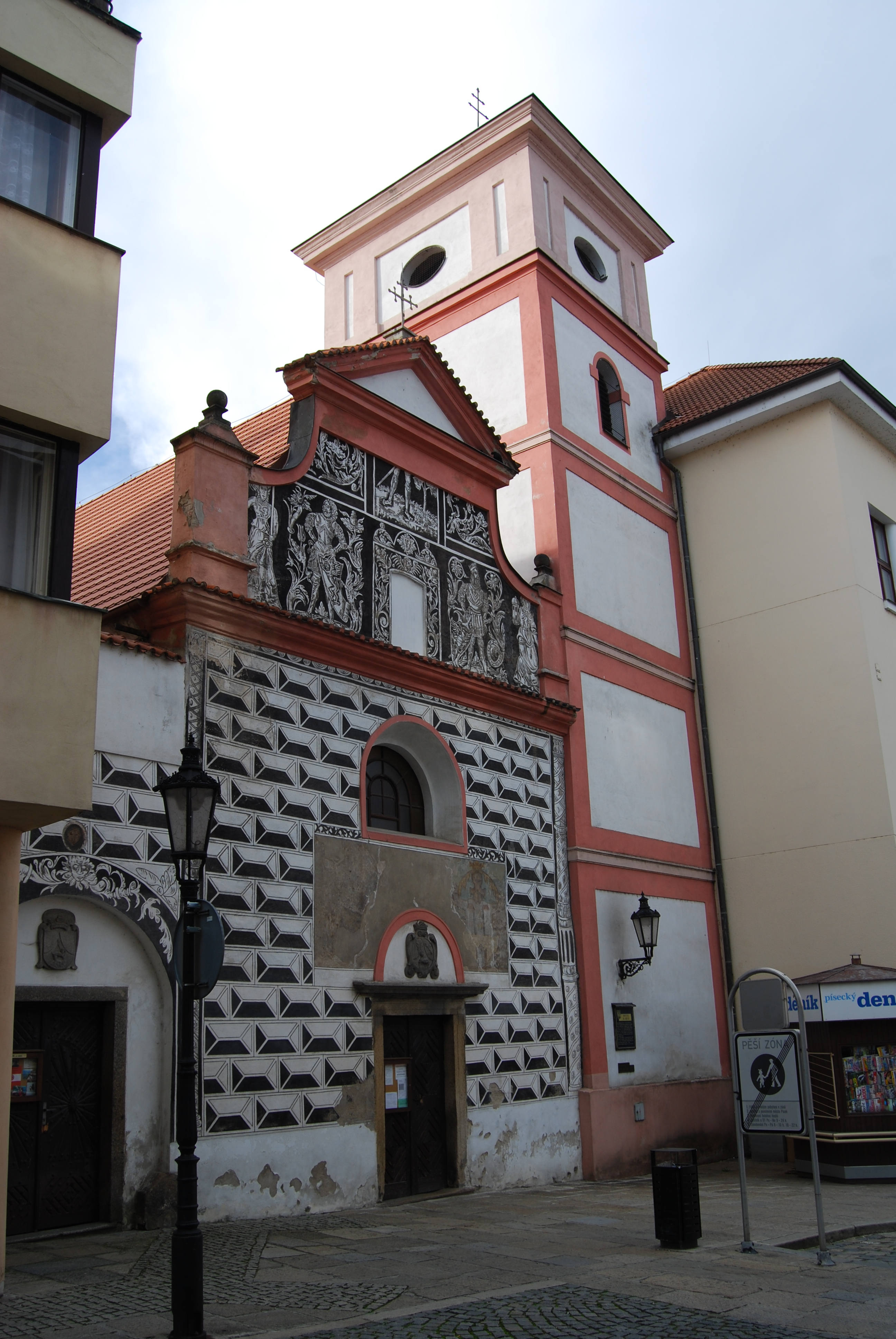
Kreuzerhöhungskirche

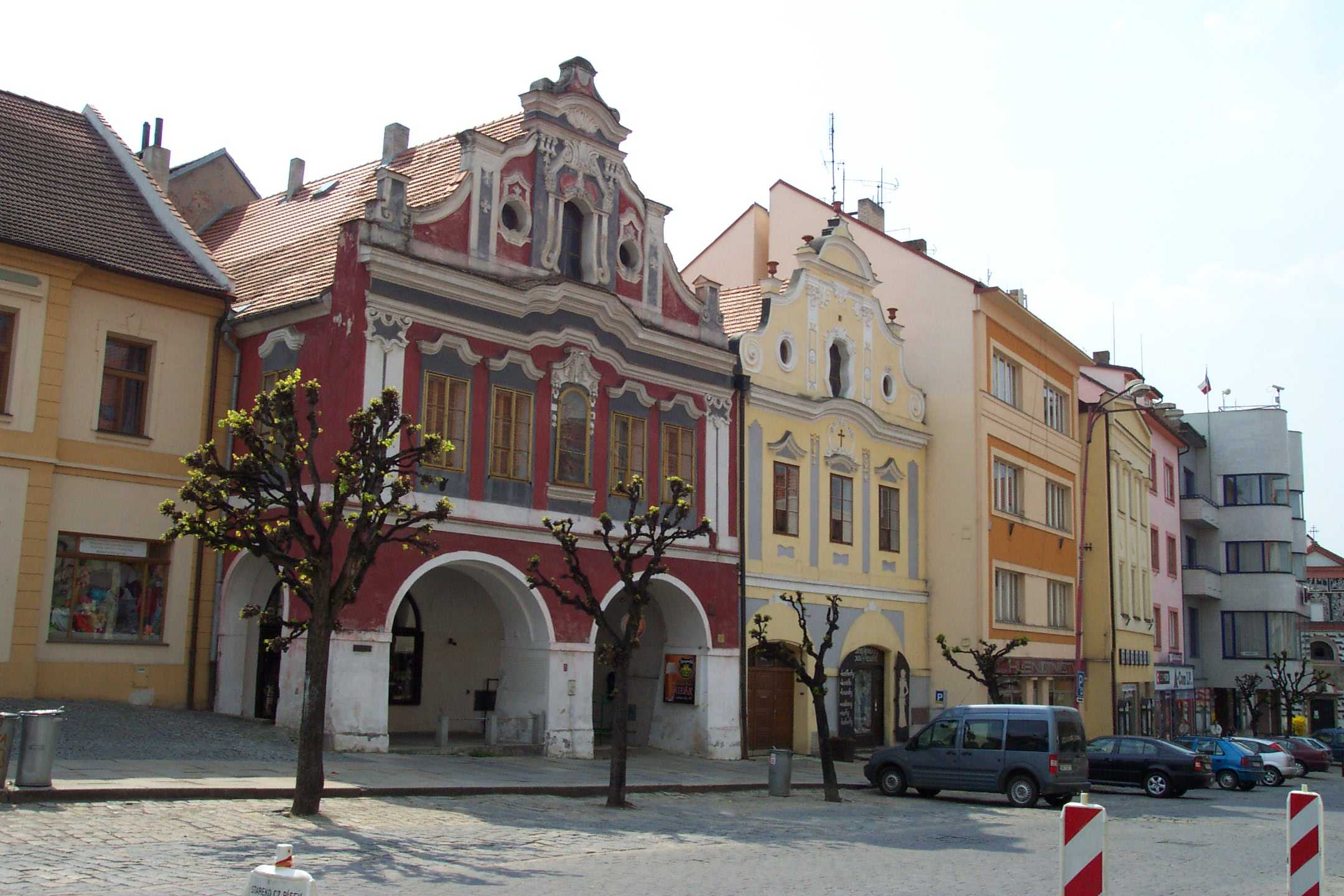
Barockhäuser im Zentrum

- Klosterkirche der Erhebung des Heiligen Kreuzes[3]
- Putimer Tor
- Kirche der Geburt der Heiligen Jungfrau Maria[4]
- Pfarrhaus
- Hotel Otava[5]
- Melegnano- u. Solferinoschlacht-Denkmal 1859 (des k.k. Inf.-Regiment Nr. 11), erbaut 1861
- Pestsäule (Statuengruppe)
- Gebäude der Stadtbibliothek
- Synagoge in Písek, erbaut 1871
- Stadttheater (des Fráňa Šrámek)
- Elektrizitätswerk
- Stadtinsel
- St.-Wenzel-Kirche[6]
- Jüdischer Friedhof von Písek
- Heldenfriedhof (Militär-Friedhof), gegründet 1914[7]
- Gestüt[8]
- Aussichtsturm Jarník

## Sport
Der Eishockeyverein IHC Králové Písek spielt in der dritten Spielklasse Tschechiens, der 2. Liga.

## Persönlichkeiten

### Söhne und Töchter der Stadt
- Karel Ardelt (1889–1978), Tennisspieler und Architekt
- Josef Battaglia (1824–1891), österreichisch-böhmischer Gutsbesitzer und Politiker
- Ernst Bauer (1860–1942), österreichischer und tschechoslowakischer Beamter und Amateurbiologe
- František Daneš (* 1919), Sprachwissenschaftler
- Stanislav Dietz (* 1990), Eishockeyspieler
- Lukáš Dlouhý (* 1983), Tennisspieler
- Josef Hála (1928–2019), Pianist, Cembalist und Musikpädagoge
- Ferdinand Hart (1893–1937), Schauspieler
- Jaroslav Jeremiáš (1889–1919), Komponist und Dirigent
- Otakar Jeremiáš (1892–1962), Komponist und Dirigent
- Jiří Kodl (1889–1955), Tennisspieler
- Iveta Korešová (* 1989), Handballspielerin
- Pavel Kouba (* 1953), Philosoph
- Jan Kovář (* 1990), Eishockeyspieler
- Sára Kovářová (* 1999), Handballspielerin
- Václav Krška (1900–1969), Filmregisseur, Drehbuchautor und Schriftsteller
- Ferdinand Kruis (1869–1944), Maler und Illustrator
- Iva Kubelková (* 1977), Model, Moderatorin und Schauspielerin
- Veronika Malá (* 1994), Handballspielerin
- Dana Morávková (* 1971), Schauspielerin
- George Mraz (1944–2021), Jazzbassist, in die USA emigriert
- Jan Mukařovský (1891–1975), strukturalistischer Ästhetiker und Literaturtheoretiker
- Kateřina Neumannová (* 1973), Skilangläuferin
- Ferdinand Peche (1820–1898), Mathematiker und Physiker
- Martin C. Putna (* 1968), Literaturhistoriker und Pädagoge
- Jan Rutta (* 1990), Eishockeyspieler
- Franz Xaver Schlechta von Wschehrd (1796–1875), österreichischer Dichter
- Antonín Václav Šourek (1857–1926), Mathematiker
- Alena Stellnerová (* 1989), Handballspielerin
- Tomáš Verner (* 1986), Eiskunstläufer
- Richard Weiner (1884–1937), expressionistischer Dichter, Prosaiker und Publizist
- Tomáš Zíb (* 1976), Tennisspieler

### Im Ort wirkten und lebten
- Mikoláš Aleš (1852–1913), Maler
- Adolf Heyduk (1835–1923), Dichter
- Josef Holeček (1853–1929), regionaler Schriftsteller
- Matthias Louda von Klumtschan († 1460), tschechischer Heeresführer und Diplomat
- Nikolaus von Pelgrims (1385–1460), Bischof, Chroniker und Diplomat, verfasste im Ort die Taboriten-Lehre
- August Sedláček (1843–1926), Historiker
- Otakar Ševčík (1852–1934), Geiger und Geigenpädagoge
- Antonín Sova (1864–1928), tschechischer Dichter und Schriftsteller
- Fráňa Šrámek (1877–1952), Dichter, Schriftsteller und Dramatiker
- Ladislav Stroupežnický (1850–1892), tschechischer Dramaturg des Nationaltheaters in Prag

## Städtepartnerschaften
- Caerphilly (Vereinigtes Königreich)
- Wetzlar (Deutschland)
- Lemvig (Dänemark)
- Smiltene (Lettland)
- Veľký Krtíš (Slowakei)
- Deggendorf (Deutschland) (Städtefreundschaft seit dem 22. November 2008, Städtepartnerschaft seit dem 10. Juni 2012)